# Ziya Bünyadov
Ziya Musa oğlu Bünyadov (ros. Зия Мусаевич Буниятов, Zija Musajewicz Bunijatow; ur. 24 grudnia 1921 w Astarze, zm. 21 lutego 1997 w Baku) – azerbejdżański historyk, orientalista, akademik, Bohater Związku Radzieckiego (1945).

## Życiorys
W 1939 ukończył 10-letnią szkołę i wstąpił do bakijskiej szkoły piechoty, które ukończył w maju 1941 w stopniu lejtnanta, od czerwca 1941 do maja 1945 uczestniczył w II wojnie światowej jako dowódca plutonu, dowódca kompanii i batalionu. Brał udział w obronie Kaukazu, m.in. w walkach o Mozdok i Tuapse, walczył również na Ukrainie, w Mołdawii, Białorusi i Polsce, a w 1945 uczestniczył w zdobywaniu Berlina. W styczniu 1945 został dowódcą swojej kompanii w stopniu kapitana, brał udział w operacji wiślańsko-odrzańskiej i walkach o przyczółek warecko-magnuszewski, na czele kompanii zdobył most na Pilicy i uchwycił przyczółek k. wsi Palczew, zadając duże straty Niemcom, mimo dużych strat poniesionych przez kompanię (90% stanu). W walkach był kilkakrotnie ranny i kontuzjowany.
Od marca 1945 należał do WKP(b), od maja 1945 do maja 1946 był pomocnikiem komendanta dzielnicy Berlina Pankow, w czerwcu 1946 został przeniesiony do rezerwy w stopniu podpułkownika.
W latach 1946–1950 studiował w Moskiewskim Instytucie Orientalistyki, a w maju 1954 obronił pracę kandydacką pt. „Włoski imperializm w Afryce”. Pracował w Instytucie Historii Akademii Nauk Azerbejdżańskiej SRR jako starszy pracownik naukowy, w marcu 1964 obronił pracę doktorską „Azerbejdżan w VII-IX wiekach” (w 1965 została ona przetłumaczona na rosyjski i wydana w 1000 egzemplarzach), od maja 1964 do marca 1981 kierował Wydziałem Historii Średniowiecznej Instytutu Orientalistyki Akademii Nauk Azerbejdżańskiej SRR, a od kwietnia 1981 do stycznia 1986 i ponownie w latach 1988–1990 i od 1992 był dyrektorem Instytutu. W 1965 otrzymał tytuł profesora, w 1967 został członkiem korespondentem Azerbejdżańskiej Akademii Nauk, w 1976 członkiem rzeczywistym Akademii, a w 1990 jej wiceprezydentem. W 1980 został członkiem Głównej Redakcji Azerbejdżańskiej Encyklopedii Radzieckiej. W 1973 opublikował książkę na temat Dżalal ad-Dina i jego walk z Mongołami, Gruzinami i kalifatem Bagdadu. Łącznie w ciągu 45 lat pracy naukowej napisał ponad 450 prac naukowych. Został zamordowany przez włamywacza w swoim mieszkaniu w Baku w 1997.

## Odznaczenia
- Złota Gwiazda Bohatera Związku Radzieckiego (27 lutego 1945)
- Order Lenina (27 lutego 1945)
- Order Rewolucji Październikowej
- Order Czerwonego Sztandaru
- Order Bohdana Chmielnickiego III klasy
- Order Wojny Ojczyźnianej I klasy
- Order Czerwonej Gwiazdy
- Medal „Za zwycięstwo nad Niemcami w Wielkiej Wojnie Ojczyźnianej 1941–1945”
- Medal „Za wyzwolenie Warszawy”
- Medal „Za zdobycie Berlina”
- Medal jubileuszowy „Dwudziestolecia zwycięstwa w Wielkiej Wojnie Ojczyźnianej 1941–1945”
- Medal jubileuszowy „40 lat Sił Zbrojnych ZSRR”
- Medal jubileuszowy „50 lat Sił Zbrojnych ZSRR”
- Medal jubileuszowy „60 lat Sił Zbrojnych ZSRR”
- Medal jubileuszowy „70 lat Sił Zbrojnych ZSRR”
- Medal „Weteran pracy”